# Dekanat Fulda
Das Dekanat Fulda ist eines von zehn Dekanaten im römisch-katholischen Bistum Fulda. Es umfasst die Stadt Fulda und das Umland. Es grenzt im Süd-Osten an das Dekanat Rhön, im Süden-Westen an das Dekanat Neuhof-Großenlüder, im Nord-Westen an das Bistum Mainz und im Norden an das Dekanat Hünfeld-Geisa.
Dechant ist Stefan Buß, Stadtpfarrer von Fulda, sein Stellvertreter ist Andreas Frisch (Edelzell-Engelhelms).

## Geschichte
Mit der Dekanatsreform zum 1. April 2007 wurde das Dekanat Fulda als eines von zehn Dekanaten des Bistums Fulda neu errichtet. Es ist deckungsgleich mit dem vorherigen Dekanat Fulda.

## Gliederung
Das Dekanat Fulda gliedert sich in die folgenden zwei Pastoralverbünde:
| Pastoralverbünde                                 | zugehörige Pfarreien und Kuratien mit Filialen |
| ------------------------------------------------ | --- |
| St. Bonifatius Fulda                             | - Innenstadtpfarrei St. Simplicius, Faustinus und Beatrix (Fulda) mit der Stadtpfarrkirche St. Blasius (Fulda) und den Filialen Heilig-Geist-Kirche (Fulda), St. Joseph (Fulda), St. Sturmius (Fulda), St. Maria (Fulda) und der Severikirche (Fulda) sowie dem Fuldaer Dom, Michaelskirche (Fulda), Seminarkapelle zur Hl. Dreifaltigkeit (Fulda) - St. Martin (Fulda) mit der Pfarrkirche St. Andreas (Fulda-Neuenberg) und den Filialen St. Laurentius (Giesel), St. Markus (Haimbach), St. Hubertus (Fulda-Oberrode), Heilig Kreuz (Fulda-Maberzell) sowie der Schulzenbergkapelle Hl. Herz Jesu und Josefskapelle (Mittelrode) - St. Rochus (Gläserzell) mit der Pfarrkirche St. Katharina Mart. (Gläserzell), den Filialen St. Godehard (Kämmerzell) und St. Johannes der Täufer (Lüdermünd) sowie der Wallfahrtskapelle St. Rochus - St. Franziskus Fulda mit der Pfarrkirche St. Bonifatius (Fulda-Horas) und den Filialen St. Lukas sowie St. Ottilia (Niesig) |
| St. Flora und St. Lioba Petersberg-Künzell-Fulda | - St. Johannes der Täufer (Johannesberg) mit den Filialen Mariä Geburt (Istergiesel) und St. Judas Thaddäus (Zell) - St. Peter (Bronnzell) mit der Filiale Maria Königin des Friedens (Kohlhaus) - Christkönig (Edelzell-Engelhelms) - St. Flora (Künzell) mit der Pfarrkirche St. Flora und Kilian (Florenberg) und den Filialen St. Antonius von Padua (Künzell), Hl. Dreifaltigkeit (Pilgerzell), St. Antonius von Padua (Dirlos), Maria Hilf (Bachrain) und St. Pius (Fulda) - St. Lioba (Petersberg) mit der Pfarrkirche Liobakirche und den Filialen Rabanus-Maurus-Kirche (Petersberg), St. Paulus (Fulda), St. Aegidius (Marbach), St. Elisabeth (Lehnerz), Herz Jesu (Bernhards), St. Anna (Dietershan), St. Nikolaus und Valentin (Steinhaus), St. Bartholomäus und Jakobus (Steinau) und St. Wendelin (Werthesberg) |